# Corydon (Iowa)
Pour les articles homonymes, voir Corydon.
La ville américaine de Corydon est le siège du comté de Wayne, dans l’État de l’Iowa. Elle comptait 1 585 habitants lors du recensement de 2010.

## Personnalités liées à la ville
- Morton John Elrod (1863-1953), écologiste et universitaire, a enseigné à Corydon.
- George Saling (1909-1933), champion olympique sur 110 mètres haies en 1932, a passé son enfance à Corydon.

## Source
- (en) Cet article est partiellement ou en totalité issu de l’article de Wikipédia en anglais intitulé « Corydon, Iowa » (voir la liste des auteurs).